# Conophytum tantillum
Conophytum tantillum är en isörtsväxtart. Conophytum tantillum ingår i släktet Conophytum, och familjen isörtsväxter.

## Underarter
Arten delas in i följande underarter:
- C. t. amicorum
- C. t. eenkokerense
- C. t. helenae
- C. t. inexpectatum
- C. t. lindenianum
- C. t. tantillum